# Kussow (Damshagen)
Kussow ist ein Ortsteil der Gemeinde Damshagen im Landkreis Nordwestmecklenburg in Mecklenburg-Vorpommern.

## Geografie und Verkehrsanbindung
Kussow liegt südwestlich des Kernortes Damshagen. Die Landesstraße L 03 verläuft 1,5 km entfernt östlich und die B 105 3,5 km entfernt südlich. Westlich erstreckt sich das Naturschutzgebiet Moorer Busch.

## Sehenswürdigkeiten
- Als Baudenkmal ist eine Scheune ausgewiesen (siehe Liste der Baudenkmale in Damshagen#Kussow).
- Das Freilichtmuseum Steinzeitdorf Kussow ist zwischen 1996 und 1998 entstanden.